# Simulium
Simulium is een geslacht van insecten uit de familie kriebelmuggen (Simuliidae).

## Kenmerken
Dit geslacht bevat geheel zwarte, maar ook meer kleurrijkere soorten. Het zijn iets gebochelde, gedrongen mugjes met tamelijk brede vleugels en een korte, krachtige zuigsnuit. Kleur meestal donkergrijs met lichte vlekken op de poten.

## Leefwijze
De mannetjes drinken honing uit bloemen, de vrouwtjes zuigen bloed bij warmbloedigen, dus ook bij de mens. De steek is pijnlijk en veroorzaakt rondom de wond een zwelling door injectie van giftig speeksel, waaraan vee kan sterven.
De sessiele larve leeft in het water. De bovenlip bevat een waaiervormig, gesteeld aanhangsel dat in de stroom wordt gehouden en waarmee kleine, in het water zwevende voedseldeeltjes worden gezeefd. Aan de achterlijfspunt bevindt zich een hechtapparaat, bestaande uit meerdere, dicht bij elkaar staande, kleine haakjes. waarmee de larve zich vasthecht aan een spinselmatje op een plantenstengel of steen.

## Verspreiding en leefgebied
Dit geslacht komt voor in Afrika en tropisch Amerika bij stromende rivieren en beken.

## Verspreiding van ziekten
Dit geslacht is drager van rondwormen, die bij mensen rivierblindheid kan veroorzaken.

## Taxonomie
De volgende ondergeslachten maken deel uit van het geslacht:
- Afrosimulium Crosskey, 1969[1]
- Anasolen Enderlein, 1930
- Asiosimulium Takaoka & Choochote, 2005[2]
- Aspathia Enderlein, 1935
- Boophthora Enderlein, 1921
- Boreosimulium Rubtsov & Yankovsky, 1982
- Byssodon Enderlein, 1925
- Chirostilbia Enderlein, 1921
- Crosskeyellum Grenier & Bailly-Choumara, 1970
- Daviesellum Takaoka & Adler, 1997
- Ectemnaspis Enderlein, 1934
- Edwardsellum Enderlein, 1921
- Eusimulium Roubaud, 1906
- Freemanellum  Crosskey, 1969[1]
- Gomphostilbia Enderlein, 1921
- Hebridosimulium Grenier & Rageau, 1961
- Hellichiella Rivosecchi & Cardinali, 1975
- Hemicnetha Enderlein, 1934
- Inaequalium Coscarón & Wygodzinsky, 1984
- Inseliellum Rubtsov, 1974
- Lewisellum  Crosskey, 1969[1]
- Meilloniellum  Rubtsov, 1962
- Metomphalus Enderlein, 1935
- Montisimulium  Rubtsov, 1974
- Morops Enderlein, 1930
- Nevermannia Enderlein, 1921
- Notolepria Enderlein, 1930
- Obuchovia  Rubtsov, 1947
- Phoretomyia  Crosskey, 1969[1]
- Pomeroyellum  Rubtsov, 1962
- Psaroniocompsa Enderlein, 1934
- Psilopelmia Enderlein, 1934
- Psilozia Enderlein, 1936
- Pternaspatha Enderlein, 1930
- Rubzovia Petrova, 1983
- Schoenbaueria Enderlein, 1921
- Simulium Latreille, 1802
- Trichodagmia Enderlein, 1934
- Wallacellum Takaoka, 1983
- Wilhelmia Enderlein, 1921
- Xenosimulium  Crosskey, 1969[1]

## Soorten
- S. abadii Takaoka, 2003  c g
- S. abatanense Takaoka, 1983  c g
- S. abberrans Delfinado, 1969  c g
- S. abbreviatum Rubtsov, 1957  c g
- S. acarayense Coscaron, Wygodzinsky, 1972  i c g
- S. acmeria (Ono, 1978)  c g
- S. acontum Chen, Zhang & Huang, 2005  c g
- S. acostai Takaoka, 1983  c g
- S. acrotrichum Rubtsov, 1956  c g
- S. acutum (Patrusheva, 1971)  c g
- S. adamsoni Edwards, 1932  c g
- S. adelaideae Craig, 2004  c g
- S. adersi Pomeroy, 1922  c g
- S. adleri Jitklang & Kuvangkadilok, 2008  c g
- S. admixtum Craig, 1987  c g
- S. admixum Craig, 1987  g
- S. adolfolutzi Wygodzinsky, 1951  c g
- S. adornatum (Rubtsov, 1956)
- S. adsonense Craig, 2006  c g
- S. adventicium Datta, 1985  c g
- S. aemulum Rubtsov, 1940  c g
- S. aeneifacies Edwards, 1933  c g
- S. aequifurcatum Lutz, 1910  c g
- S. aestivum Davies, Peterson, and Wood, 1962
- S. africanum Gibbins, 1934  c g
- S. afronuri Lewis & Disney, 1970  c g
- S. akopi Chubareva & Kachvoryan, 2000  c g
- S. akouense Fain & Elsen, 1973  c g
- S. alajense Rubtsov, 1938
- S. alatum Fain & Dujardin, 1983  c g
- S. albanense Coscaron, 1991  c g
- S. albellum Rubtsov, 1947  c g
- S. alberti Takaoka, 2008  c g
- S. albicinctum (Enderlein, 1933)  i c g
- S. albilineatum (Enderlein, 1936)  i c g
- S. albivirgulatum Wanson & Henrard, 1944  c g
- S. albopictum Lane and Porto, 1940  i c g
- S. alcocki Pomeroy, 1922  c g
- S. alfurense Takaoka, 2003  c g
- S. alidae Pilaka & Elouard, 1997  c g
- S. alienigenum Takaoka, 1983  c g
- S. alirioi Perez and Vulcano, 1973  i c g
- S. alizadei (Djafarov, 1954)
- S. almae Yankovsky & Koshkimbaev, 1988  c g
- S. alpinum (Rubtsov, 1947)  c g
- S. altayense Cai, 2005  c g
- S. allaeri Wanson, 1947  c g
- S. amazonicum Goeldi, 1905  i c g
- S. ambigens Definado, 1969  c g
- S. ambiguum Shiraki, 1935  c g
- S. ambonense Takaoka, 2003  c g
- S. ambositrae Grenier & Grjebine, 1959  c g
- S. ammosovi (Vorobets, 1984)  c g
- S. amurense (Rubtsov, 1956)  c g
- S. anaimense Coscaron & Munoz de Hoyos, 1995  c g
- S. anamariae Vulcano, 1962  i c g
- S. anatinum Wood, 1963
- S. anatolicum Craig, 1987  c g
- S. anchistinum Moulton & Adler, 1995  c g
- S. anduzei Vargas & Diaz Najera, 1948  c g
- S. anggiense Takaoka, 2003  c g
- S. angrense Pinto, 1931  i c g
- S. angulistylum Takaoka & Davies, 1995  g
- S. angustatum (Rubtsov, 1956)
- S. angusticorne (Rubtsov, 1956)  c g
- S. angustifilum Rubtsov, 1947  c g
- S. angustifrons (Enderlein, 1921)  c
- S. angustifurca (Rubtsov, 1956)
- S. angustipes Edwards, 1915
- S. angustitarse (Lundstrom, 1911)
- S. annae (Rubtsov, 1956)
- S. annulatum Philippi, 1865  c g
- S. annuliforme (Rubtsov, 1962)
- S. annulitarse Zetterstedt, 1838
- S. annulum (Lundstrom, 1911)  c g
- S. annulus (Lundstrom, 1911)
- S. antenusi (Lane & Porto, 1940)  c g
- S. antibrachium Fain & Dujardin, 1983  c g
- S. antillarum Jennings, 1915  i c g
- S. antlerum Chen, 2001  c g
- S. antonii Wygodzinsky, 1953  i c g
- S. antunesi Lane and Porto, 1940  i g
- S. aokii (Takahasi, 1941)  c g
- S. apoense Takaoka, 1983  c g
- S. appalachiense Adler, Currie & Wood, 2004  c g
- S. apricarium Adler, Currie & Wood, 2004  c g
- S. arabicum Crosskey, 1982  c g
- S. arakawae Matsumura, 1921  c g
- S. aranti Stone and Snoddy, 1969
- S. arboreum Takaoka, 2006  c g
- S. arcabucense Coscaron, 1991  c g
- S. arcticum Malloch, 1914
- S. arctium (Rubtsov, 1956)
- S. arenicola Liu, Gong, Zhang, Luo & An, 2003  c g
- S. arfakense Takaoka, 2003  c g
- S. argentatum Enderlein, 1936  i c g
- S. argenteostriatum Strobl, 1898
- S. argentipes Edwards, 1928  c g
- S. argentipile (Rubtsov, 1962)
- S. argentiscutum Shelley & Luna Dias, 1980  c g
- S. argus Williston, 1893
- S. argyreatum Meigen, 1838
- S. argyrocinctum Meijere, 1913  c g
- S. arisanum Shiraki, 1935  c g
- S. arlecchinum Craig, 1987  c g
- S. armeniacum (Rubtsov, 1955)  c g
- S. armoricanum Doby & David, 1961
- S. arnoldi Gibbins, 1937  c g
- S. aropaense Takaoka, 1995  c g
- S. arpiense (Terteryan & Kachvoryan, 1982)  c g
- S. arpiensis Terteryan & Kachvoryan, 1982  c g
- S. artum Sato, Takaoka & Saito, 2005  c g
- S. asakoae Takaoka & Davies, 1995  g
- S. asishi Datta, 1988  c g
- S. aspericorne Fain & Bafort, 1976  c g
- S. asperum Takaoka, 2003  c g
- S. assadovi (Dzhafarov, 1956)  c g
- S. asulcatum (Rubtsov, 1956)  c g
- S. atipornae Takaoka, Srisuka & Choochote, 2014  g
- S. atlanticum Crosskey, 1969  c g
- S. atlasicum Giudicelli & Bouzidi, 1989  c g
- S. atratoides Takaoka & Davies, 1996  c g
- S. atratum Meijere, 1913  c g
- S. atrum Delfinado, 1969  c g
- S. atyophilum Lewis & Disney, 1969  c g
- S. audreyae Garms & Disney, 1974  c g
- S. aureliani Fain, 1950  c g
- S. aureofulgens Terteryan, 1949  c g
- S. aureohirtum Brunetti, 1911  c g
- S. aureonigrum Mackerras & Mackerras, 1950  c g
- S. aureosimile Pomeroy, 1920  c g
- S. aureum Fries, 1824
- S. auricoma Meigen, 1818
- S. auripellitum Enderlein, 1933  i c g
- S. auristriatum Lutz, 1910  i c g
- S. australe (Rubtsov, 1955)  c g
- S. avilae Smart & Clifford, 1965  c g
- S. awashense Uemoto, Ogata & Mebrahtu, 1977  c g
- S. ayrozai Vargas, 1945  c g
- S. azerbaidzhanicum (Dzhafarov, 1953)  c g
- S. azorense (Carlsson, 1963)
- S. baatori (Rubtsov, 1967)  c g
- S. babai Takaoka & Aoki, 2007  c g
- S. babuyanense Takaoka & Tenedero, 2007  c g
- S. bachmaense Takaoka & Sofian-Azirun  g
- S. bachmanni Wygodzinsky & Coscaron, 1967  c g
- S. baetiphilum Lewis & Disney, 1972  c g
- S. baffinense Twinn, 1936
- S. baforti Fain & Dujardin, 1983  c g
- S. bagmaticum Markey, 1985  c g
- S. bahense Chen, 2003  c g
- S. baiense Pinto, 1931  i g
- S. baiensis Pinto, 1932  c g
- S. baimaii Takaoka & Kuvangkadilok, 1999  c g
- S. baisasae Delfinado, 1962  c g
- S. balcanicum (Enderlein, 1924)
- S. baliemense Takaoka, 2003  c g
- S. baltazarae Delfinado, 1962  c g
- S. balteatum Adler, Currie & Wood, 2004  c g
- S. banahauense Takaoka, 2006  c g
- S. banaticum Dinulescu, 1966
- S. banauense Takaoka, 1983  c g
- S. banksi Craig, 2006  c g
- S. bannaense Chen & Zhang, 2003  c g
- S. bansonae Takaoka, 1983  c g
- S. barabense (Rubtsov, 1973)  c g
- S. baracorne Smart, 1944
- S. barbatipes Enderlein, 1933  i c g
- S. barnesi Takaoka & Suzuki, 1984  c g
- S. barraudi Puri, 1932  c g
- S. barretti Smart & Clifford, 1965  c g
- S. bartangum Chubareva, 2000  c g
- S. bataksense Takaoka & Tenedero, 2007  c g
- S. batoense Edwards, 1934  c g
- S. bayakorum Fain & Elsen, 1974  c g
- S. beaupertuyi Perez, Rassi, Ramirez, 1977  i c g
- S. beiwanense Guo, Zhang, An, Zhang, Zhang, Dong, & Zhao, 2008  c g
- S. beltukovae (Rubtsov, 1956)
- S. benjamini Dalamt, 1952  c g
- S. benquetense Takaoka, 1983  c g
- S. bequaerti Gibbins, 1936  c g
- S. berberum Giudicelli & Bouzidi, 1989  c g
- S. berchtesgadense
- S. berghei Fain, 1949  c g
- S. bergi Rubtsov, 1956  c g
- S. beringovi Bodrova, 1988  c g
- S. berneri Freeman, 1954  c g
- S. bertrandi Grenier & Dorier, 1959
- S. bezzii (Corti, 1914)
- S. biakense Takaoka, 2003  c g
- S. biancoi (Rubtsov, 1964)  c g
- S. bicolense Takaoka, 1983  c g
- S. bicoloratum Malloch, 1912
- S. bicorne Dorogostaisky et al., 1935
- S. bicornutum Wygodzinsky & Coscaron, 1982  c g
- S. bidentatum (Shiraki, 1935)  c g
- S. bifenestratum Hamada & Pepinelli, 2004  c g
- S. bifila Freeman & Meillon, 1953  c g
- S. biforaminiferum Datta, 1974  c g
- S. bifurcatum Takaoka, 2003  c g
- S. bimaculatum (Rubtsov, 1956)
- S. binuanense Takaoka, 2008  c g
- S. bipunctatum Malloch, 1912  c g
- S. biseriatum Rubtsov, 1940  c g
- S. bisnovem Gibbins, 1938  c g
- S. biuxinisa Coscaron & Ibanez Bernal, 1994  c g
- S. bivittatum Malloch, 1914
- S. blacklocki Meillon, 1930  c g
- S. blancasi Wygodzinsky, Coscaron, 1070  i c g
- S. blantoni Field, 1967  c g
- S. bobpetersoni Coscaron, Ibanez-Bernal & Coscaron-Arias, 1996  c g
- S. bogusium Craig, 1997  c g
- S. boldstemta (Ono, 1978)  c g
- S. bonaerense Coscaron & Wygodzinsky, 1984  c g
- S. bonninense (Shiraki, 1935)  c g
- S. bordai Coscaron, Wygodzinsky, 1910  i c g
- S. borneoense Takaoka, 2001  c g
- S. borunicornutum Pilaka & Elouard, 1999  c g
- S. botulibranchium Lutz, 1910  i c g
- S. botulus Smart & Clifford, 1965  c g
- S. bovis Meillon, 1930  c g
- S. bracteatum Coquillett, 1898
- S. brachium Gibbins, 1936  c g
- S. brachyantherum Rubtsov, 1947
- S. brachyarthrum (Rubtsov, 1956)  c g
- S. brachycladum Lutz, Pinto, 1931  i c g
- S. brachystylum (Rubtsov, 1976)  c g
- S. brandti Smart & Clifford, 1965  c g
- S. bravermani Beaucournu-Saguez, 1986  c g
- S. brevicorne (Rubtsov, 1964)  c g
- S. brevidens (Rubtsov, 1956)
- S. brevifile (Rubtsov, 1956)
- S. breviflagellum Takaoka & Sofian-Azirun, 2015  g
- S. brevifurcatum Lutz, 1910  i c g
- S. brevilabrum Takaoka, 2006  c g
- S. brevitarse (Rubtsov, 1976)  c g
- S. brevitruncatum Takaoka, 2003  c g
- S. bricenoi Vargas, Palacios & Najera, 1946  c g
- S. brinchangense Takaoka, Sofian-Azirun & Hashim  g
- S. bronchiale (Rubtsov, 1962)
- S. brunhesi Elouard & Ranaivoharindriaka, 1996  c g
- S. brunneum (Yankovsky, 1977)  c g
- S. bryopodium Delfinado, 1971  c g
- S. buckleyi Meillon, 1944  c g
- S. bucolicum Datta, 1975  c g
- S. buettikeri Crosskey & Roberts, 1994  c g
- S. buisseti Fain & Elsen, 1980  c g
- S. buissoni Roubaud, 1906  c g
- S. bujakovi Rubtsov, 1940  c g
- S. bukovskii (Rubtsov, 1956)
- S. bulbiferum Fain & Dujardin, 1983  c g
- S. bulbosum Lewis, 1973  c g
- S. bulla Davies & Gyorkos, 1987  c g
- S. bullatum Takaoka & Choochote, 2005  c g
- S. burchi Dalmat, 1951  c g
- S. burgeri Adler, Currie & Wood, 2004  c g
- S. burmense Takaoka, 1989  c g
- S. bustosi Vargas & Palacios, 1946  c g
- S. buxtoni Austen, 1923  c g
- S. bwambanum
- S. cabrerai Takaoka, 1983  c g
- S. caesariatum Craig & Joy, 2000  c g
- S. cagayanense Takaoka, 2005  c g
- S. caledonense Adler and Currie, 1986
- S. callidum Dyar and Shannon, 1927  i c g
- S. callipygium Craig, 2006  c g
- S. canadense Hearle, 1932
- S. candelabrum Fain & Dujardin, 1983  c g
- S. canescens Breme, 1842  c g
- S. cangshanense Xue, 1993  c g
- S. canlaonense Delfinado, 1969  c g
- S. canonicola (Dyar and Shannon, 1927)  i c g
- S. canonicolum (Dyar and Shannon, 1927)
- S. caohaiense Chen & Zhang, 1997  c g
- S. capricorne Leon, 1945  c g
- S. caprii Wygodzinsky & Coscaron, 1967  c g
- S. carbunculum Adler, Currie & Wood, 2004  c g
- S. carinatum Delfinado, 1969  c g
- S. carolinae Leon, 1945  c g
- S. carpathicum (Knoz, 1961)
- S. carthusiense Grenier & Dorier, 1959
- S. castaneum Craig, 1987  c g
- S. cataractarum Craig, 1987  c g
- S. catariense Pinto, 1932  c g
- S. catarinense Pinto, 1931  i g
- S. catleyi Smart & Clifford, 1965  c g
- S. caucasicum Rubtsov, 1940  c g
- S. cauchense Floch, Abonnenc, 1946  i c g
- S. cauveryense Anbalagan  g
- S. cavum Gibbins, 1938  c g
- S. celebesense Takaoka, 2003  c g
- S. celsum Takaoka & Davies, 1996  c g
- S. centrale Smart & Clifford, 1965  c g
- S. cerqueira Almeida, 1974  i g
- S. cerqueirai Barbosa de Almeida, 1979  c g
- S. cerradense Coscaron, de Cerqueira, Schumaker & La Salvia, 1992  c g
- S. cervicornutum Pomeroy, 1920  c g
- S. cervus Smart & Clifford, 1965  c g
- S. ceylonicum (Enderlein, 1921)  c g
- S. claricentrum Adler, 1990
- S. clarkei Stone and Snoddy, 1969
- S. clarki Fairchild, 1940  i c g
- S. clarum (Dyar & Shannon, 1927)  c g
- S. clathrinum Mackerras & Mackerras, 1948  c g
- S. clavibranchium Lutz, 1910  i c g
- S. clavum Smart & Clifford, 1965  c g
- S. clibanarium Craig, 1997  c g
- S. coalitum Pomeroy, 1922  c g
- S. coarctatum Rubtsov, 1940  c g
- S. codreanui (Sherban, 1958)
- S. colasbelcouri Grenier & Ovazza, 1951  c g
- S. colombaschense (Scopoli, 1780)
- S. concavustylum Deng, Zhang & Chen, 1995  c g
- S. concludium Craig, 1997  c g
- S. confertum Takaoka & Sofian-Azirun, 2015  g
- S. confusum Moulton & Adler, 1995  c g
- S. congareenarum (Dyar and Shannon, 1927)
- S. congi Takaoka & Sofian-Azirun, 2015  g
- S. congonse Gouteux, 1977  c g
- S. conicum Adler, Currie & Wood, 2004  c g
- S. connae Craig, 1997  c g
- S. consimile Puri, 1932  c g
- S. continii (Rivosecchi & Cardinali, 1975)
- S. contractum Takaoka, 2003  c g
- S. contrerense Najera & Vulcano, 1962  c g
- S. conundrum Adler, Currie & Wood, 2004  c g
- S. conviti Perez and Vulcano, 1973  i
- S. copleyi Gibbins, 1941  c g
- S. corbis Twinn, 1936
- S. cormonsi Wygodzinsky, 1971  i c g
- S. corniferum (Yankovsky, 1979)
- S. corpulentum Rubtsov, 1956
- S. costalimai Vargas & Palacios, 1946  c g
- S. costaricense Smart, 1944  i c g
- S. costatum Friederichs, 1920
- S. cotabatoense Takaoka, 1983  c g
- S. cotopaxi Wygodzinsky and Coscaron, 1979  i c g
- S. courtneyi Takaoka & Adler, 1997  c g
- S. couverti (Rubtsov, 1964)  c g
- S. covagarciai Perez, Yarzabal & Tada, 1984  c g
- S. craigi Adler and Currie, 1986
- S. crassicaulum (Rubtsov, 1955)  c g
- S. crassifilum Rubtsov, 1947  c g
- S. crassimanum Edwards, 1933  c g
- S. crassum (Rubtsov, 1956)
- S. cremnosi Davies & Gyorkos, 1987  c g
- S. crenobium (Knoz, 1961)
- S. cristalinum Coscaron & Py-Daniel, 1989  c g
- S. cristatum Smart & Clifford, 1965  c g
- S. croaticum (Baranov, 1937)
- S. crocinum Takaoka & Choochote, 2005  c g
- S. crosskeyi Lewis & Disney, 1970  c g
- S. croxtoni Nicholson and Mickel, 1950
- S. cruszi Davies & Gyorkos, 1992  c g
- S. cryophilum (Rubtsov, 1959)
- S. cuasiexiguum Shelley, Luna Dias, Maia-Herzog, Lowry, Garritano, Penn & Camargo, 2001  c g
- S. cuasisanguineum Perez & Yarzabal, 1982  c g
- S. cuneatum (Enderlein, 1936)  i c g
- S. curriei Adler & Wood, 1991  c g
- S. curtatum
- S. curvans (Rubtsov & Carlsson, 1965)
- S. curvastylum Chen & Zhang, 2001  c g
- S. curvistylus Rubtsov, 1957
- S. curvitarse Rubtsov, 1940  c g
- S. curvum Takaoka, 2003  c g
- S. chainarongi Takaoka & Kuvangkadilok, 1999  c g
- S. chairuddini Takaoka, 2003  c g
- S. chalcocoma Knab, 1914  i
- S. chaliowae Takaoka & Kuvangkadilok, 1999  c g
- S. chamlongi Takaoka & Suzuki, 1984  c g
- S. chaquense Coscaron, 1971  c g
- S. chaudinhense Takaoka & Sofian-Azirun  g
- S. cheedhangi Takaoka & Sofian-Azirun  g
- S. cheesmanae Edwards, 1927  c g
- S. chelevini (Ivashchenko, 1968)  c g
- S. cheni Xue, 1993  c g
- S. chenzhouense Chen, Zhang & Bi, 2004  c g
- S. chiangmaiense Takaoka & Suzuki, 1984  c g
- S. chiharuae Takaoka, Otsuka & Fukuda, 2007  c g
- S. chilianum Rondani, 1863  c g
- S. chimguazaense
- S. chiriquiense Field, 1967  c g
- S. chitoense Takaoka, 1979  c g
- S. chlorum Moulton & Adler, 1995  c g
- S. cholodkovskii Rubtsov, 1940
- S. chomustachi (Vorobets, 1977)  c g
- S. chongqingense Zhu & Wang, 1995  c g
- S. chongqingensis Zhu & Wang, 1995  c g
- S. choochotei Takaoka & Choochote, 2002  c g
- S. chovdica (Yankovsky, 1996)  c g
- S. chowettani Yankovsky, 1996  c g
- S. chowi Takaoka, 1979  c g
- S. christophersi Puri, 1932  c g
- S. chromatinum Adler, Currie & Wood, 2004  c g
- S. chromocentrum Adler, Currie & Wood, 2004  c g
- S. chubarevae (Kachvoryan & Terteryan, 1981)  c g
- S. chungi Takaoka & Huang, 2006  c g
- S. chutteri Lewis, 1965  c g
- S. dachaisense Takaoka & Lau, 2015  g
- S. dahestanicum (Rubtsov, 1962)
- S. daisense (Takahasi, 1950)  c g
- S. dalmati Vargas & Najera, 1948  c g
- S. daltanhani Hamada & Adler, 1998  c g
- S. damascenoi Py-Daniel, 1988  c g
- S. damingense Chen, Zhang & Zhang, 2007  c g
- S. damnosum Theobald, 1905
- S. dandrettai Vargas, Palacios & Najera, 1946  c g
- S. danense Gouteux, 1979  c g
- S. danijari Chubareva & Ismagulov, 1992  c g
- S. darjeelingense Datta, 1973  c g
- S. dasguptai Datta, 1974  c g
- S. davaoense Takaoka, 1983  c g
- S. dawaense Uemoto, Ogata & Mebrahtu, 1977  c g
- S. deagostinii Coscaron & Wygodzinsky, 1962  c g
- S. debacli Terteryan, 1952
- S. debegene Meillon, 1934  c g
- S. decafile (Rubtsov, 1976)  c g
- S. decafiliatum (Yankovsky, 1996)  c g
- S. decimatum Dorogostaisky, Rubtsov & Vlasenko, 1935
- S. decimfiliatum (Rubtsov, 1956)  c g
- S. decollectum Adler and Currie, 1986  i c g
- S. decolletum Adler and Currie, 1986
- S. decorum Walker, 1848
- S. decuplum Takaoka & Davies, 1995  g
- S. definitum Moulton & Adler, 1995  c g
- S. defoliarti Stone and Peterson, 1958
- S. degrangei Dorier & Grenier, 1960
- S. dehnei Field, 1969  c g
- S. dekeyseri Shelley & Py-Daniel, 1981  c g
- S. delatorrei Dalmat, 1950  c g
- S. delfinadoae Takaoka, 1983  c g
- S. delizhanense (Rubtsov, 1955)  c g
- S. delponteianum Wygoszinsky, 1961  c g
- S. demutaense Takaoka, 2003  c g
- S. dendrofilum (Patrusheva, 1962)
- S. dentatum Puri, 1932  c g
- S. dentatura (Vorobets, 1984)  c g
- S. dentistylum Takaoka & Davies, 1995  g
- S. dentulosum Roubaud, 1915  c g
- S. deserticola Rubtsov, 1940
- S. desertorum Rubtsov, 1938
- S. desirei Pilaka & Elouard, 1999  c g
- S. diamantinum Coscaron & Coscaron-Arias, 1996  c g
- S. diaznajerai Vargas, 1943  c g
- S. diceros Freeman & Meillon, 1953  c g
- S. dieguerense Vajime & Dunbar, 1975  c g
- S. digitatum Puri, 1932  c g
- S. digrammicum Edwards, 1928  c g
- S. dinellii Joan, 1912  i c g
- S. discrepans Delfinado, 1969  c g
- S. disneyi Takaoka & Roberts, 1988  c g
- S. distinctum Lutz, 1910  c g
- S. diversibranchium Lutz, 1910  i c g
- S. diversifurcatum Lutz, 1910  i
- S. dixiense Stone and Snoddy, 1969
- S. djafarovi (Rubtsov, 1962)
- S. djallonense Roubaud & Grenier, 1943  c g
- S. djebaglense (Rubtsov, 1956)  c g
- S. dogieli (Rubtsov, 1956)
- S. doipuiense Takaoka & Choochote, 2005  c g
- S. doisaketense
- S. dojeycorium Craig, 1997  c g
- S. dola Davies & Gyorkos, 1987  c g
- S. dolini Usova & Sukhomlin, 1989
- S. dolomitense (Rivosecchi, 1971)
- S. donovani Vargas, 1943  c g
- S. downsi Vargas, Palacio, Nayera, 1946  i c g
- S. dubitskii (Yankovsky, 1996)  c g
- S. duboisi Fain, 1950  c g
- S. dudgeoni Takaoka & Davies, 1995  c g
- S. dugesi Vargas, Palacios & Najera, 1946  c g
- S. dukei Lewis, Disney & Crosskey, 1969  c g
- S. dumogaense Takaoka & Roberts, 1988  c g
- S. dunfellense Davies, 1966
- S. dunhuangense Liu & An, 2004  c g
- S. duodecimcornutum (Rubtsov, 1956)  c g
- S. duodecimum Gibbins, 1936  c g
- S. duodenicornium Pipinelli, Hamada & Trivinho-Strixino, 2005  c g
- S. duolongum Takaoka & Davies, 1995  g
- S. duplex Shewell and Fredeen, 1958
- S. dureti Wygodzinsky, Coscaron, 1967  i c g
- S. dussertorum Craig, 1997  c g
- S. dycei Colbo, 1976  c g
- S. earlei Vargas & Najera, 1946  c g
- S. ecuadoriense Enderlein, 1934  i g
- S. edwardsi (Enderlein, 1934)  c g
- S. egregium Seguy, 1930  c g
- S. ekomei Lewis & Disney, 1972  c g
- S. ela Davies & Gyorkos, 1987  c g
- S. elatum (Rubtsov, 1955)
- S. elburnum (Rubtsov & Carlsson, 1965)
- S. elongatum Takaoka, 2003  c g
- S. emarginatum Davies, Peterson, and Wood, 1962
- S. emiliae (Rubtsov, 1976)  c g
- S. empascae Py-Daniel & Moreira, 1988  c g
- S. empopomae Meillon, 1937  c g
- S. encisoi Vargas and Diaz Najera, 1949
- S. englundi Craig, 2004  c g
- S. eouzani Germain & Grenier, 1970  c g
- S. ephemerophilum Rubtsov, 1947  c g
- S. ephippioidum Chen & Wen, 1999  c g
- S. epistum Delfinado, 1971  c g
- S. equinum (Linnaeus, 1758)
- S. erectum (Rubtsov, 1959)
- S. erimoense (Ono, 1980)  c g
- S. erythrocephalum (De Geer, 1776)
- S. escomeli Roubaud, 1909  i c g
- S. estevezi Vargas, 1945  c g
- S. ethelae Dalmat, 1950  i c g
- S. ethiopiense Fain & Oomen, 1968  c g
- S. euryadminiculum Davies, 1949
- S. euryplatamus Sun & Song, 1995  c g
- S. evelynae Smart & Clifford, 1965  c g
- S. evenhuisi Craig, 1997  c g
- S. evillense Fain, Hallot & Bafort, 1966  c g
- S. exasperans Craig, 1987  c g
- S. excisum Davies, Peterson, and Wood, 1962
- S. exiguum Roubaud, 1906  i c g
- S. exile (Rubtsov, 1956)
- S. eximium Meijere, 1913  c g
- S. exulatum Adler, Currie & Wood, 2004  c g
- S. faheyi Taylor, 1927  c g
- S. falcoe (Shiraki, 1935)  c g
- S. falculatum (Enderlein, 1929)  c g
- S. fallisi (Golini, 1975)
- S. fangense Takaoka, 2006  c g
- S. fanjingshanense Chen, Zhang & Wen, 2000  c g
- S. fararae Craig & Joy, 2000  c g
- S. farciminis Smart & Clifford, 1965  c g
- S. fenestratum Edwards, 1934  c g
- S. ferganicum Rubtsov, 1940  c g
- S. feuerborni Edwards, 1934  c g
- S. fibrinflatum Twinn, 1936
- S. fidum Datta, 1975  c g
- S. fimbriatum Smart & Clifford, 1965  c g
- S. fionae Adler, 1990
- S. flaveolum Rubtsov, 1940  c g
- S. flavicans Rubtsov, 1956  c g
- S. flavidum Rubtsov, 1947  c g
- S. flavifemur Enderlein, 1921  i g
- S. flavigaster Rubtsov, 1969  c g
- S. flavinotatum Fain & Dujardin, 1983  c g
- S. flavipes Austen, 1921  c g
- S. flavipictum Knab, 1914  i c g
- S. flavoantennatum Rubtsov, 1940  c g
- S. flavocinctum Edwards, 1934  c g
- S. flavopubescens Lutz, 1910  i
- S. flavum Takaoka, 2003  c g
- S. flexibranchium Crosskey, 2001
- S. florae (Djafarov, 1954)
- S. floresense Takaoka, 2006  c g
- S. fluviatile Radzivilovskaya, 1948  c g
- S. fontanum Terteryan, 1952
- S. fontinale Radzivilovskaya, 1948
- S. fontium (Rubtsov, 1955)
- S. forcipatum Delfinado, 1969  c g
- S. fossatiae Craig, 1997  c g
- S. fragai Abreu, 1960  c g
- S. freemani Vargas & Najera, 1949  c g
- S. friederichsi Edwards, 1934  c g
- S. friedlanderi Py-Daniel, 1987  c g
- S. frigidum Rubtsov, 1940
- S. fucense (Rivosecchi, 1962)
- S. fujianense Zhang-tao & Wang, 1991  c g
- S. fuliginis Field, 1969  c g
- S. fulvibnotum Cerqueira and Mello, 1968  i g
- S. fulvipes (Ono, 1978)  c g
- S. furcillatum Wygodzinsky & Coscaron, 1982  c g
- S. furculatum (Shewell, 1952)
- S. fuscatum Yankovsky, 1996  c g
- S. fuscicorne Fain, 1950  c g
- S. fuscidorsum Takaoka  g
- S. fuscinervis Edwards, 1933  c g
- S. fuscitarse Takaoka, 2003  c g
- S. fuscopilosum Edwards, 1928  c g
- S. fuscum (Rubtsov, 1963)
- S. futaense Garms & Post, 1966  c g
- S. fuzhouense Zhang & Wang, 1991  c g
- S. gabaldoni Perez, 1971  i c g
- S. gabovae (Rubtsov, 1966)
- S. gagiduense Smart & Clifford, 1965  c g
- S. gallinum Edwards, 1932  c g
- S. galloprovinciale Giudicelli, 1963
- S. ganalesense Vargas & Palacios, 1946  c g
- S. gariepense De Meillon, 1953
- S. gariepsense Meillon, 1953  c g
- S. garmsi Crosskey, 1969  c g
- S. garniense (Rubtsov, 1955)  c g
- S. gatchaliani Takaoka, 1983  c g
- S. gaudeatum Knab, 1914  i g
- S. gaurani Coscaron and Wygodzinsky, 1972  i g
- S. geigyi Garms & Hausermann, 1968  c g
- S. gejgelense (Dzhafarov, 1954)  c g
- S. germuense Liu, Gong, Zhang, Luo & An, 2003  c g
- S. ghoomense Datta, 1975  c g
- S. gibense Uemoto, Ogata & Mebrahtu, 1977  c g
- S. giganteum Rubtsov, 1940
- S. gilleti Fain & Hallot, 1964  c g
- S. gimpuense Takaoka, 2003  c g
- S. glatthaari Takaoka & Davies, 1995  c g
- S. globosum Takaoka, 2003  c g
- S. goeldi Cerqueira and Mello, 1967  i
- S. goeldii Cerqueira & Mello, 1967  c g
- S. goinyi Lewis & Hanney, 1965  c g
- S. golani (Beaucornu-Saguez, 1977)  c g
- S. gombakense Takaoka & Davies, 1995  g
- S. gomphocorne (Rubtsov, 1964)
- S. gonzalezherrejoni Diaz Najera, 1969  c g
- S. gonzalezi Vargas & Díaz Nájera, 1953  c g
- S. gorokae Smart & Clifford, 1965  c g
- S. gouldingi Stone, 1952
- S. gracile Datta, 1973  c g
- S. gracilipes Edwards, 1921  c g
- S. gravelyi Puri, 1933  c g
- S. grenieri Pilaka & Elouard, 1999  c g
- S. grerreroi Perez, 1071  i g
- S. gribae Rubtsov, 1956  c g
- S. griseicolle Becker, 1903  c g
- S. griseifrons Brunetti, 1911  c g
- S. grisescens Brunetti, 1911  c g
- S. griseum Coquillett, 1898
- S. griveaudi Ovazzar & Ovazza, 1970  c g
- S. grossifilum Takaoka & Davies, 1995  g
- S. guamense Stone, 1964  c g
- S. guaporense Py-Daniel, 1989  c g
- S. guerrerense Vargas & Najera, 1956  c g
- S. guerreroi Ramirez-Perez, 1971  c g
- S. guianense Wise, 1911  i c g
- S. guimari Becker, 1908
- S. guniki Takaoka, 2001  c g
- S. gurneyae Senior-White, 1922  c g
- S. gusevi Rubtsov, 1976
- S. gutsevitshi (Yankovsky, 1978)  c g
- S. guttatum (Enderlein, 1936)  i c g
- S. gviletense (Rubtsov, 1956)  c g
- S. gyas Meillon, 1951  c g
- S. gyorkosae Takaoka & Davies, 1996  c g
- S. hackeri Edwards, 1929  c g
- S. hadiae Takaoka, 2003  c g
- S. haematopotum Malloch, 1914  i c g
- S. haematoptum Malloch  i g
- S. hagai Takaoka, 2003  c g
- S. hailuogouense Chen, Huang & Zhang, 2005  c g
- S. halmaheraense Takaoka, 2003  c g
- S. hargreavesi Gibbins, 1934  c g
- S. harrisoni Freeman & Meillon, 1953  c g
- S. haysi Stone and Snoddy, 1969
- S. hectorvargasi Coscaron & Wygodzinsky, 1972  c g
- S. hechti Vargas, Martinez Palacios & Diaz Najera, 1946  c g
- S. heishuiense Wen & Chen, 2006  c g
- S. heldsbachense Smart & Clifford, 1965  c g
- S. hematophilum Laboulbene, 1882  c g
- S. hemicyclium Smart & Clifford, 1965  c g
- S. henanense Wen & Chen, 2007  c g
- S. hengshanense Bi & Chen, 2004  c g
- S. heptapotamicum (Rubtsov, 1940)  c g
- S. heptaspicae Gouteux, 1977  c g
- S. herreri Wygodzinsky and Coscaron, 1967  i c g
- S. hessei Gibbins, 1941  c g
- S. hibernale (Rubtsov, 1967)  c g
- S. hiemale Rubtsov, 1956  c g
- S. hieroglyphicum Peterson, Vargas & Ramirez-Perez, 1988  c g
- S. hightoni Lewis, 1961  c g
- S. himalayense Puri, 1932  c g
- S. hinmani Vargas & Najera, 1946  c g
- S. hiroshii Takaoka, 1994  c g
- S. hiroyukii
- S. hirsutilateris Meillon, 1937  c g
- S. hirsutum Pomeroy, 1922  c g
- S. hirticranioum Craig & Joy, 2000  g
- S. hirticranium Craig & Joy, 2000  c g
- S. hirtinervis Edwards, 1928  c g
- S. hirtipannus Puri, 1932  c g
- S. hirtipupa Lutz, 1910  i c g
- S. hispaniola Grenier & Bertrand, 1954
- S. hispidum Craig & Joy, 2000  c g
- S. hissetteum Gibbins, 1936  c g
- S. hmongense Takaoka  g
- S. hoffmanni Vargas, 1943  i c g
- S. hoiseni Takaoka, 2008  c g
- S. hongpingense Cheng, Luo & Yang, 2006  c g
- S. hongthaii Takaoka & Sofian-Azirun  g
- S. horacioi Okazawa & Onishi, 1980  c g
- S. horocochuspi Coscaron & Wygodzinsky, 1972  c g
- S. horokaense Ono, 1980  c g
- S. horvathi (Enderlein, 1922)  c g
- S. howletti Puri, 1932  c g
- S. huairayacu Wygodzinsky, 1953  c g
- S. huangi Huang, 2017  g
- S. huemul Wygodzinsky & Coscaron, 1967  c g
- S. huense Takaoka  g
- S. hukaense Sechan, 1983  c g
- S. humerosum Rubtsov, 1947  c g
- S. hunanense Zhang & Chen, 2004  c g
- S. hunteri Malloch, 1914
- S. ibarakiense Takaoka & Saito, 2007  c g
- S. ibariense Zivkovitch & Grenier, 1959
- S. ibericum Crosskey & Santos Gracio, 1985
- S. ibleum (Rivosecchi, 1966)
- S. ichnusae Rivosecchi & Contini, 1994
- S. ifugaoense Takaoka, 1983  c g
- S. ignacioi Perez and Vulcano, 1973  i
- S. ignescens Roubaud, 1906  i c g
- S. iguazuense Coscaron, 1976  c g
- S. imerinae Roubaud, 1905  c g
- S. immortalis Cai, An, Li & Yan, 2004  c g
- S. impar Davies, Peterson, and Wood, 1962
- S. impukane Meillon, 1936  c g
- S. inaequale Paterson Ans Shannon, 1927  i c g
- S. incanum (Loew, 1840)  c g
- S. incertum Lutz, 1910  i c g
- S. incognitum Adler & Mason, 1997  c g
- S. incrustatum Lutz, 1910  i c g
- S. indica Singh Sidhu, 2005  c g
- S. indicum Becher, 1885  c g
- S. inermum Takaoka, 2003  c g
- S. inexorabile Schrottky, 1909  i
- S. infenestrum Moulton & Adler, 1995  c g
- S. infernale Adler, Currie & Wood, 2004  c g
- S. inflatum (Rubtsov, 1951)  c g
- S. innocens (Shewell, 1952)
- S. inornatum Mackerras & Mackerras, 1950  c g
- S. intermedium Roubaud, 1906
- S. inthanonense Takaoka & Suzuki, 1984  c g
- S. inuitkiense Smart & Clifford, 1965  c g
- S. iphias Meillon, 1951  c g
- S. iracouboense Floch and Abonnenc, 1946  i c g
- S. irayense Takaoka, 2003  c g
- S. irianense Takaoka, 2003  c g
- S. iriartei Vargas et al., 1946
- S. iridescens Meijere, 1913  c g
- S. itaunense D'andretta and Gonzalez, 1964  i c g
- S. itelmenica (Chubareva & Yankovsky, 2006)  c g
- S. ituriense Fain, 1951  c g
- S. itwariense
- S. ivashchenkoi (Yankovsky, 1996)
- S. ivdelensis Yankovsky, 2000  c g
- S. iwahigense Takaoka, 1983  c g
- S. iwatense (Shiraki, 1935)  c g
- S. izuense Takaoka & Saito, 2005  c g
- S. jacobsi Dalmat, 1953  c g
- S. jacumbae Dyar and Shannonn, 1927
- S. jacuticum Rubtsov, 1940  c g
- S. jaimeramirezi Wygodzinsky, 1971  i c g
- S. jani Lewis, 1973  c g
- S. janzeni Enderlein, 1922
- S. janzi Abreu, 1961  c g
- S. japonicum Matsumura, 1931  c g
- S. jasgulemum Chubareva, 2000  c g
- S. jayapuraense Takaoka, 2003  c g
- S. jefersoni Hamada, Hernandez, Luz & Pepinelli, 2006  c g
- S. jeffreyi Takaoka & Davies, 1995  g
- S. jenningsi Malloch, 1914
- S. jerantutense Takaoka & Sofian-Azirun  g
- S. jerezense Diaz Najera, 1969  c g
- S. jeteri Py-Daniel, 2005  c g
- S. jianjinshanense Zhang & Chen, 2006  c g
- S. jieyangense An, Yan & Yang, 1994  c g
- S. jilinense Chen & Cao, 1983  c g
- S. jilinensis Chen & Cao, 1983  c g
- S. jimmaense Uemoto, Ogata & Mebrahtu, 1977  c g
- S. jinbianense Zhang & Chen, 2004  c g
- S. jnabsium Craig, 1997  c g
- S. jobbinsi Vargas & Palacios, 1946  c g
- S. joculator Adler, Currie & Wood, 2004  c g
- S. johannae Wanson, 1947  c g
- S. johannseni Hart, 1912
- S. johnfrumi Craig, 2006  c g
- S. johnsoni Vargas & Najera, 1957  c g
- S. jolyi Roubaud, 1906  c g
- S. jonesi Stone and Snoddy, 1969
- S. josephi Smart & Clifford, 1965  c g
- S. joyae Craig & Joy, 2000  c g
- S. juarezi Vargas & Najera, 1957  c g
- S. jugatum Boldarueva, 1979  c g
- S. jujuyense Paterson and Shannon, 1927  i c g
- S. jundiaiense D'andretta and Gonzalez, 1964  i
- S. juxtacrenobium Bass & Brockhouse, 1990
- S. juxtadamnosum Gouteux, 1978  c g
- S. kabanayense Perez and Volcano, 1973  i c g
- S. kachvorjanae Ussova, 1991  c g
- S. kachvoryanae Usova & Zinchenko, 1991
- S. kaffaense Hadis, Wilson, Cobblah & Boakye, 2005  c g
- S. kainantuense Smart & Clifford, 1965  c g
- S. kaiti Smart & Clifford, 1965  c g
- S. kalimerahense Takaoka, 2003  c g
- S. kambaitense Takaoka, 1989  c g
- S. kamimurai Takaoka, 2003  c g
- S. kamtshadalicum Yankovsky, 1996  c g
- S. kamtshaticum Rubtsov, 1940  c g
- S. kanchaveli (Machavariani, 1966)  c g
- S. kapuri Datta, 1975  c g
- S. karasuae (Panchenko, 1998)
- S. karenkoense (Shiraki, 1935)  c g
- S. kariyai (Takahasi, 1940)  c g
- S. karzhantavicum (Rubtsov, 1956)  c g
- S. kaszabi (Rubtsov, 1969)  c g
- S. katangae Fain, 1951  c g
- S. katoi Shiraki, 1935  c g
- S. kauntzeum Gibbins, 1938  c g
- S. kawagishii Takaoka & Suzuki, 1995  c g
- S. kawamurae Matsummura, 1931  c g
- S. kazahstanicum (Rubtsov, 1976)  c g
- S. keenani Field, 1969  c g
- S. keiseri (Rubtsov, 1955)  c g
- S. keningauense Takaoka, 2008  c g
- S. kenyae Meillon, 1940  c g
- S. keravatense Smart & Clifford, 1965  c g
- S. kerei Takaoka & Suzuki, 1994  c g
- S. kerisorum (Rubtsov, 1956)
- S. kerzhneri (Rubtsov, 1975)  c g
- S. khunklangense Takaoka & Srisuka  g
- S. kiangaraense Pilaka & Elouard, 1999  c g
- S. kietaense Takaoka, 1995  c g
- S. kilibanum Gouteux, 1977  c g
- S. kinabaluense Smart & Clifford, 1969  c g
- S. kingundense Fain & Elsen, 1974  c g
- S. kipengere Krueger, 2006  c g
- S. kirgisorum (Rubtsov, 1956)  c g
- S. kiritshenkoi Rubtsov, 1940
- S. kisoense Uemoto, Onishi & Orii, 1974  c g
- S. kitetense Elsen & Post, 1989  c g
- S. kivuense Gouteux, 1978  c g
- S. knidirii Giudicelli & Thiery, 1985  c g
- S. kobayashii Okamoto, Sato & Shogaki, 1958  c g
- S. koidzumii (Tashasi, 1940)  c g
- S. kokodae Smart & Clifford, 1965  c g
- S. kolakaense Takaoka, 2003  c g
- S. kompi Dalmat, 1951  c g
- S. konakovi Rubtsov, 1956  c g
- S. konkourense Boakye, Post, Mosha & Quillevere, 1993  c g
- S. konoi (Takashasi, 1950)  c g
- S. kozlovi Rubtsov, 1940  c g
- S. krebsorum Moulton and Adler, 1992
- S. krombeini Davies & Gyorkos, 1987  c g
- S. krymense (Rubtsov, 1956)
- S. kuandianense Chen & Cao, 1983  c g
- S. kuandianensis Chen & Cao, 1983  c g
- S. kugartsuense (Rubtsov, 1956)  c g
- S. kugitangi Yankovsky & Shinkovsky, 1992  c g
- S. kuingingiense Smart & Clifford, 1965  c g
- S. kumboense Grenier & Germain, 1966  c g
- S. kurense Rubtsov & Dzhafarov, 1951  c g
- S. kurganense (Rubtsov, 1956)  c g
- S. kurilense Rubtsov, 1956  c g
- S. kuznetzovi Rubtsov, 1940
- S. kwangoense Fain & Elsen, 1974  c g
- S. kyushuense Takaoka, 1978  c g
- S. labellei Peterson, 1993  c g
- S. lacduongense Takaoka  g
- S. laciniatum Edwards, 1924  c g
- S. lagunaense Takaoka, 1983  c g
- S. lahillei Paterson and Shannon, 1927  i c g
- S. lakei Snoddy, 1976
- S. lalokiense Smart & Clifford, 1965  c g
- S. lama Rubtsov, 1940  c g
- S. lamachi Doby & David, 1960  c g
- S. lamdongense Takaoka & Sofian-Azirun, 2015  g
- S. lampangense Takaoka & Choochote, 2005  c g
- S. landonoense Takaoka, 2003  c g
- S. laneportoi Vargas, 1941  i c g
- S. langbiangense Takaoka & Sofian-Azirun  g
- S. languidum Davies & Gyorkos, 1988  c g
- S. laoshanstum Ren, An & Kang, 1998  c g
- S. laplandica Chubareva & Yankovsky, 1992  c g
- S. laplandicum (Chubareva & Yankovsky, 1992)
- S. lardizabalae Takaoka & Sofian-Azirun  g
- S. larvipilosum Okazawa, 1984  c g
- S. larvispinosum Leon, 1948  c g
- S. lassmanni Vargas et al., 1946
- S. laterale Edwards, 1933  c g
- S. laticalx Enderlein, 1933  i g
- S. latidigitus Enderlein, 1936  i g
- S. latifile (Rubtsov, 1956)  c g
- S. latigonium (Rubtsov, 1956)  c g
- S. latilobus Rubtsov, 1973  c g
- S. latimentum (Rubtsov, 1956)
- S. latipes (Meigen, 1804)
- S. latipollex (Enderlein, 1936)  c g
- S. latistylum Takaoka, 1983  c g
- S. latitarsus Rubtsov, 1971  c g
- S. laui Takaoka & Sofian-Azirun, 2015  g
- S. lawnhillense Colbo, 1976  c g
- S. laxum Takaoka, 2003  c g
- S. leberrei Grenier & Germain, 1966  c g
- S. ledangense
- S. ledongense Yang & Chen, 2001  c g
- S. lehi Takaoka, 2001  c g
- S. leigongshanense Chen & Zhang, 1997  c g
- S. lemborense Takaoka & Sofian-Azirun  g
- S. leonense Boakye, Post & Mosha, 1993  c g
- S. leopoldense Strieder & Py-Daniel, 2000  c g
- S. lepnevae (Rubtsov, 1956)  c g
- S. letabum Meillon, 1935  c g

- S. letrasense Diaz Najera, 1969  c g
- S. lewisi Perez, 1971  i c g
- S. leytense Takaoka, 1983  c g
- S. liberiense Garms, 1973  c g
- S. lidiae (Semushin & Usova, 1983)
- S. lididae Semushin & Usova, 1983  c g
- S. lilianae Takaoka, 2000  c g
- S. liliwense Takaoka, 1983  c g
- S. lilotense (Rubtsov, 1971)  c g
- S. limay Wygodzinsky, 1958  c g
- S. limbatum Knab, 1915  i c g
- S. linduense Takaoka, 2003  c g
- S. lineatum (Meigen, 1804)
- S. lineothorax Puri, 1932  c g
- S. lingziense Deng, Zhang & Chen, 1995  c g
- S. liriense Rivosecchi, 1961
- S. litobranchium Hamada, Pepinelli, Mattos-Gloria & Luz  g
- S. litoreum Datta, 1975  c g
- S. litshkense (Rubtsov, 1956)  c g
- S. littopyga Evenhuis, 2017  g
- S. littosocius Evenhuis, 2017  g
- S. littosodalis Evenhuis, 2017  g
- S. lividum (Schellenberg, 1803)  c g
- S. lobatoi Dias, Hernandez, Maia-Herzog & Shelley, 2004  c g
- S. loerchae Adler, 1987
- S. lonckei Craig, 1997  c g
- S. lonchatum Chen, Zhang & Huang, 2005  c g
- S. longifiliatum (Rubtsov, 1976)  c g
- S. longipalpe Beltyukova, 1955
- S. longipes (Rubtsov, 1956)  c g
- S. longirostre Smart, 1972  c g
- S. longistylatum Shewell, 1959
- S. longitarse (Rubtsov & Violovich, 1965)  c g
- S. longithallum Diaz Najera & Vulcano, 1962  c g
- S. longitruncum Zhang & Chen, 2003  c g
- S. longlanhense Takaoka  g
- S. longshengense Chen, Zhang & Zhang, 2007  c g
- S. longtanstum Ren Bing, An & Kang, 1998  c g
- S. lorense Takaoka, 2003  c g
- S. lotii Craig, 1987  c g
- S. lourencoi Py-Daniel, 1988  c g
- S. loutetense Grenier & Ovazza, 1951  c g
- S. loveridgei Crosskey, 1965  c g
- S. luadiense Elsen, Fain & Boeck, 1983  c g
- S. lucyae Craig, 2006  c g
- S. luchoi Coscaron & Wygodzinsky, 1972  c g
- S. ludingens Chen, Zhang & Huang, 2005  c g
- S. lugense Yankovsky, 1996
- S. luggeri Nicholson and Mickel, 1950
- S. luliangense Chen & Lian  g
- S. lumbwanum Meillon, 1944  c g
- S. lundstromi (Enderlein, 1921)
- S. lunduense Takaoka, 2008  c g
- S. luppovae (Rubtsov, 1956)  c g
- S. luridum Takaoka, 2003  c g
- S. lurybayae Smart, 1944  i c g
- S. lushanense Chen, Kang & Zhang, 2007  c g
- S. lutzi Knab, 1913  c g
- S. lutzianum Pinto, 1931  i c g
- S. luzonicum Takaoka, 1983  c g
- S. llutense Coscaron & Matta, 1982  c g
- S. macca (Enderlein, 1934)  c g
- S. mackerrasorum Colbo, 1976  c g
- S. maculatum (Meigen, 1804)
- S. machadoallisoni Vulcano, 1981  i
- S. machadoi Luna de Carvalho, 1962  c g
- S. machetorum
- S. maenoi Takaoka & Choochote, 2002  c g
- S. maertensi Elsen, Fain & de Boeck, 1983  c g
- S. mafuluense Smart & Clifford, 1965  c g
- S. magnum Lane & Porto, 1940  c g
- S. major Lane and Porto, 1940  i g
- S. makartshenkovi Bodrova, 1987  c g
- S. makilingense Takaoka, 1983  c g
- S. maklarini Takaoka, 2007  c g
- S. malaibaense Takaoka & Tenedero, 2007  c g
- S. malardei Craig, 1987  c g
- S. malayense Takaoka & Davies, 1995  g
- S. malinoense Takaoka, 2003  c g
- S. malukuense Takaoka, 2003  c g
- S. malyschevi Dorogostaisky et al., 1935
- S. mamasaense Takaoka, 2003  c g
- S. manadoense Takaoka, 2003  c g
- S. manbucalense Takaoka, 1983  c g
- S. manense Elsen & Escaffre, 1976  c g
- S. mangabeirai Vargas, 1945  c g
- S. mangasepi Takaoka, 1983  c g
- S. manicatum Enderlein, 1933  i g
- S. manokwariense Takaoka, 2003  c g
- S. manooni Takaoka & Choochote, 2005  c g
- S. manuselaense Takaoka, 2003  c g
- S. maraaense Craig, 1997  c g
- S. maranguapense Pessoa, Rios-Velasquez & Py-Daniel, 2005  c g
- S. marathrumi Fairchild, 1940  c g
- S. margaritae (Rubtsov, 1956)  c g
- S. margaritatum Pepinelli, Hamada & Luz, 2006  c g
- S. mariavulcanoae Coscaron & Wygodzinsky, 1984  c g
- S. maritimum (Rubtsov, 1956)
- S. marlieri Grenier, 1950  c g
- S. marocanum Bouzidi & Giudicelli, 1988  c g
- S. maroniense Floch and Abonnenc, 1946  i g
- S. marquezi Vargas & Diaz Najera, 1957  c g
- S. marsicanum (Rivosecchi, 1962)
- S. masabae Gibbins, 1934  c g
- S. masilauense Takaoka, 2008  c g
- S. mataverense Craig & Craig, 1987  c g
- S. matokoense Smart & Clifford, 1965  c g
- S. matteabranchia Anduze, 1947  i
- S. matteabranchium Anduze, 1947  c g
- S. mauense Nunes de Mello, 1974  c g
- S. maximum (Knoz, 1961)
- S. mayuchuspi Coscaron, 1990  c g
- S. mayumbense Fain & Elsen, 1973  c g
- S. mazzottii Diaz Najera, 1981  c g
- S. mbarigui Coscaron and Wygodzinsky, 1973  i
- S. mcmahoni Meillon, 1940  c g
- S. meadowi Mahe, Ma & An, 2003  c g
- S. mediaxisus An, Guo & Xu, 1995  c g
- S. mediocoloratum Takaoka, 2006  c g
- S. mediodentatum Takaoka, 2003  c g
- S. mediovittatum Knab, 1915
- S. medusaeforme Pomeroy, 1920  c g
- S. meigeni (Rubtsov & Carlsson, 1965)
- S. melanocephalum Gouteux, 1978  c g
- S. melanopus Edwards, 1929  c g
- S. melatum Wharton, 1949  c g
- S. mellah Giudicelli, Bouzidi & Ait Abdelaali, 2000  c g
- S. menchacai Vargas & Najera, 1957  c g
- S. mendiense Smart & Clifford, 1965  c g
- S. mengense Vajime & Dunbar, 1979  c g
- S. mengi Chen, Zhang & Wen, 2000  c g
- S. menglaense Chen, 2003  c g
- S. merga Takaoka & Choochote, 2005  c g
- S. meridionale Riley, 1887
- S. merops Meillon, 1950  c g
- S. merritti Adler, Currie & Wood, 2004  c g
- S. meruoca Mello, Almeida, Dellome, 1973  i
- S. mesasiaticum Rubtsov, 1947  c g
- S. mesodontium Craig, 1987  c g
- S. metallicum Bellardi, 1859  i c g
- S. metatarsale Brunetti, 1911  g
- S. metatrsale Brunetti, 1911  c g
- S. metecontae Elouard & Pilaka, 1996  c g
- S. mexicanum Bellardi, 1862  i
- S. meyerae Moulton & Adler, 2002  c g
- S. miblosi Takaoka, 1983  c g
- S. microbranchium Dalmat, 1949  c g
- S. microlepidum Elsen, Fain & de Boeck, 1983  c g
- S. middlemissae Craig, 1997  c g
- S. mie Ogata & Sasa, 1954  c g
- S. milloti Grenier & Doucet, 1949  c g
- S. minahasaense Takaoka, 2003  c g
- S. minangkabaum Takaoka & Sigit, 1997  c g
- S. mindanaoense Takaoka, 1983  c g
- S. mindoroense Takaoka & Tenedero, 2007  c g
- S. minji Smart & Clifford, 1965  c g
- S. minuanum Strieder & Coscaron, 2000  c g
- S. minus (Dyar and Shannon, 1927)
- S. minusculum Lutz  i c g
- S. minuticorpus (Yankovsky, 1996)
- S. minutum (Rubtsov, 1959)  c
- S. miyagii Takaoka, 2003  c g
- S. modicum Adler, Currie & Wood, 2004  c g
- S. mogii Takaoka, 2003  c g
- S. molliculum Takaoka, 2003  c g
- S. mongolense Yankovsky, 1996  c g
- S. mongolicum (Rubtsov, 1969)  c g
- S. montiblense Takaoka, 1983  c g
- S. monticola Friederichs, 1920
- S. monticoloides (Rubtsov, 1956)
- S. montium Rubtsov, 1947
- S. montshadskii (Rubtsov, 1956)  c g
- S. morae Perez, Rassi, Ramirez, 1977  i c g
- S. morisonoi Takaoka, 1973  c g
- S. morsitans Edwards, 1915
- S. motoyukii Takaoka, 2003  c g
- S. moucheti Gouteux, 1977  c g
- S. moultoni Adler, Currie & Wood, 2004  c g
- S. moxiense Chen, Huang & Zhang, 2005  c g
- S. multiclavulatum Fain, Elsen & Dujardin, 1989  c g
- S. multidentatum Bodrova, 1988  c g
- S. multifurcatum Zhang, 1991  c g
- S. multistriatum Rubtsov, 1947  c g
- S. mumfordi Edwards, 1932  c g
- S. munumense Smart & Clifford, 1965  c g
- S. murmanum Enderlein, 1935
- S. murvanidzei (Rubtsov, 1955)  c g
- S. mussauense Delfinado, 1971  c g
- S. mutucuna Mello and Silva, 1974  i c g
- S. mysterium Adler, Currie & Wood, 2004  c g
- S. nacojapi Smart, 1944  c g
- S. nahimi Py-Daniel, 1984  c g
- S. nakhonense Takaoka & Suzuki, 1984  c g
- S. nakkhoense Takaoka & Suzuki, 1984  c g
- S. namense Takaoka, 1989  c g
- S. nami Smart & Clifford, 1965  c g
- S. nanum Zetterstedt, 1838
- S. napuense Takaoka, 2003  c g
- S. narcaeum Meillon, 1950  c g
- S. natalense Meillon, 1950  c g
- S. naturale Davies, 1966
- S. neavei Roubaud, 1915
- S. nebulicola Edwards, 1934  c g
- S. nebulosum Currie and Adler, 1986
- S. negativum Adler, Currie & Wood, 2004  c g
- S. neireti Roubaud, 1905  c g
- S. nemorale Edwards, 1931  c g
- S. nemorivagum Datta, 1973  c g
- S. nemuroense Takaoka & Saito, 2002  c g
- S. neornatipes Dumbleton, 1969  c g
- S. neoviceps Craig, 1987  c g
- S. nepalense Lewis, 1964  c g
- S. netteli Diaz Najera, 1969  c g
- S. ngabogei Fain, 1950  c g
- S. nganganum Elsen, Fain & de Boeck, 1983  c g
- S. ngouense Fain & Elsen, 1973  c g
- S. nicholsoni Mackerras & Mackerras, 1948  c g
- S. nigricorne Dalmat, 1950  c g
- S. nigricoxum Stone, 1952
- S. nigrifacies Datta, 1974  c g
- S. nigrifemur (Enderlein, 1936)  c g
- S. nigrimanum Macquart, 1838  c g
- S. nigripilosum Edwards, 1933  c g
- S. nigristrigatum (Enderlein, 1930)  c g
- S. nigritarse Coquillett, 1902  c g
- S. nigrofemoralum Chen & Zhang, 2001  c g
- S. nigrofilum Takaoka & Sofian-Azirun  g
- S. nigrofusipes Rubtsov, 1947  c g
- S. nigrogilvum Summers, 1911  c g
- S. nigrum (Meigen, 1804)
- S. niha Giuducelli & Dia, 1986  c g
- S. nikkoense Shiraki, 1935  c g
- S. nilesi Rambajan, 1979  c g
- S. nilgiricum Puri, 1932  c g
- S. nili Gibbins, 1934  c g
- S. nishijimai (Ono, 1978)  c g
- S. nitidithorax Puri, 1932  c g
- S. nobile Meijere, 1907  c g
- S. nodosum Puri, 1933  c g
- S. noelleri Friederichs, 1920
- S. nogueirai D'andretta and Gonzalez, 1964  i
- S. noguerai d'Andretta & Gonzalez, 1964  c g
- S. norfolkense Dumbleton, 1969  c g
- S. norforense Takaoka, 2003  c g
- S. noroense Takaoka & Suzuki, 1995  c g
- S. notatum Adams, 1904
- S. notiale Stone and Snoddy, 1969
- S. novemarticulatum Takaoka & Davies, 1995  g
- S. novigracilis Deng, Zhang & Xue, 1996  c g
- S. novolineatum Puri, 1933  c g
- S. nubis Davies & Gyorkos, 1987  c g
- S. nudifrons Takaoka, 2003  c g
- S. nudipes Takaoka, 2003  c g
- S. nujiangense Xue, 1993  c g
- S. nunesdemelloi Hamada, Pepinelli & Hernandez, 2006  c g
- S. nunestovari Perez, Rassi, and Ramirez, 1977  i g
- S. nuneztovari Perez, Rassi & Ramirez, 1977  c g
- S. nyaense Gouteux, 1977  c g
- S. nyanzense Fain & Dujardin, 1983  c g
- S. nyasalandicum Meillon, 1930  c g
- S. nyssa Stone and Snoddy, 1969
- S. obesum Vulcano, 1959  i c g
- S. obichingoum Chubareva, 2000  c g
- S. obikumbense (Rubtsov, 1972)  c g
- S. oblongum Takaoka & Choochote, 2005  c g
- S. ocreastylum (Rubtsov, 1956)  c g
- S. octofiliatum (Rubtsov, 1956)  c g
- S. octospicae Gibbins, 1937  c g
- S. oculatum (Enderlein, 1936)  c g
- S. ochoai Vargas, Palacios & Najera, 1946  c g
- S. ochraceum Walker, 1861  i c g
- S. ochreacum Walker, 1861  g
- S. ochrescentipes Enderlein, 1921  c g
- S. odontostylum Rubtsov, 1947  c g
- S. ogatai (Rubtsov, 1962)  c g
- S. ogonukii Takaoka, 1983  c g
- S. oguamai Lewis & Disney, 1972  c g
- S. oitanum (Shiraki, 1935)  c g
- S. okinawaense Takaoka, 1976  c g
- S. oligotuberculatum (Knoz, 1965)
- S. olimpicum Diaz Najera, 1969  c g
- S. olonicum (Usova, 1961)
- S. omorii (Takahasi, 1942)  c g
- S. omutaense Ogata & Sasa, 1954  c g
- S. onoi Yankovsky, 1996  c g
- S. onum Bodrova, 1988  c g
- S. opalinifrons Enderlein, 1934  i g
- S. opunohuense Craig, 1987  c g
- S. orbitale Lutz, 1910  i c g
- S. oresti Vorobets, 1984  c g
- S. ornatipes Skuse, 1890  c g
- S. ornatum Meigen, 1818
- S. orsovae Smart, 1944  c g
- S. ortizi Perez, 1971  i g
- S. oshimaense Ono, 1989  c g
- S. oshimanum Shiraki, 1935  c g
- S. ovazzae Grenier & Mouchet, 1959  c g
- S. oviceps Edwards, 1933  c g
- S. oviedoi Perez, 1971  i c g
- S. oyapockense Floch and Abonnenc, 1946  i c g
- S. ozarkense Moulton & Adler, 1995  c g
- S. padangense Takaoka & Sigit, 1997  c g
- S. pahangense Takaoka & Davies, 1995  c g
- S. palauense Stone, 1964  c g
- S. palawanense Delfinado, 1971  c g
- S. palmatum Puri, 1932  c g
- S. palmeri Pomeroy, 1922  c g
- S. palniense Puri, 1933  c g
- S. palopoense Takaoka, 2003  c g
- S. palustre Rubtsov, 1956  c g
- S. pallidicranium Craig & Joy, 2000  c g
- S. pallidofemur Deng, Zhang & Xue, 1994  c g
- S. pallidum Puri, 1932  c g
- S. pamahaense Takaoka, 2003  c g
- S. panamense Fairchild, 1940  c g
- S. pandanophilum Kruger, Nurmi & Garms, 1998  c g
- S. pangunaense Takaoka, 1995  c g
- S. pankumuense Craig, 2006  c g
- S. papaveroi Coscaron, 1982  c g
- S. papuense Wharton, 1948  c g
- S. paracarolinae Coscaron, 2004  c g
- S. paracorniferum (Yankovsky, 1979)  c g
- S. paradisium Craig, 2006  c g
- S. paraequinum Puri, 1933
- S. paraguayense Schrottky, 1909  i c g
- S. parahiyangum Takaoka & Sigit, 1992  c g
- S. paralongipalpe Worobez, 1987  c g
- S. paraloutetense Crosskey, 1988  c g
- S. paramorsitans Rubtsov, 1956
- S. paranense Schrottky, 1909  i c g
- S. paranubis Davies & Gyorkos, 1992  c g
- S. parapusillum (Rubtsov, 1956)  c g
- S. parargyreatum Rubtsov, 1979  c g
- S. parawaterfallum Zhang, Yang & Chen, 2003  c g
- S. parimaensis Perez, Yarzabal & Takaoka, 1986  c g
- S. parmatum Adler, Currie & Wood, 2004  c g
- S. parnassum Malloch, 1914
- S. parrai Vargas & Palacios, 1946  c g
- S. parvulum Takaoka, 2003  c g
- S. parvum Enderlein, 1921
- S. pathrushevae (Boldarueva, 1979)  c g
- S. patrushevae (Ivashchenko, 1978)
- S. pattoni Senior-White, 1922  c g
- S. patzicianense Takaoka & Takahasi, 1982  c g
- S. paucicuspis (Rubtsov, 1947)  c g
- S. pauliani Grenier & Doucet, 1949  c g
- S. pautense Coscaron & Takaoka, 1989  c g
- S. pavlovskii Rubtsov, 1940  c g
- S. paynei Vargas, 1942  i c g
- S. pegalanense Smart & Clifford, 1969  c g
- S. peggyae Takaoka, 1995  c g
- S. pekingense Sun, 1999  c g
- S. penai Wygodzinsky & Coscaron, 1970  c g
- S. penobscotensis Snoddy and Bauer, 1978
- S. pentaceros Grenier & Brunhes, 1972  c g
- S. peregrinum Mackerras & Mackerras, 1950  c g
- S. perflavum Roubaud, 1906  i c g
- S. perforatum Fain & Dujardin, 1983  c g
- S. perlucidulum Takaoka, 1983  c g
- S. perplexum Shelley, Maia-Herzog & Luna Dias, 1989  c g
- S. pertinax Kollar, 1832  i c g
- S. peskovi Ismagulov & Koshkimbaev, 1996  c g
- S. peteri Anbalagan  g
- S. petersoni Stone and DeFoliart, 1959
- S. petricolum (Rivosecchi, 1963)
- S. petropoliense Coscaron, 1981  c g
- S. phami Takaoka & Sofian-Azirun  g
- S. phayaoense Takaoka & Choochote, 2005  c g
- S. philippianum Pinto, 1932  c g
- S. philippii Coscaron, 1976  c g
- S. philipponi Elouard & Pilaka, 1997  c g
- S. phluktainae Pilaka & Elouard, 1999  c g
- S. phulocense Takaoka & Chen, 2015  g
- S. pictipes Hagen, 1880
- S. pichi Wygodzinsky & Coscaron, 1967  c g
- S. pichoni Craig, Fossati & Sechan, 1995  c g
- S. pifanoi Perez, 1971  i c g
- S. pilosum (Knowlton and Rowe, 1934)
- S. pindiensis Khatoon & Hasan, 1996  c g
- S. pingtungense Huang & Takaoka, 2008  g
- S. pinhaoi Santos Gracio, 1985
- S. pintoi D'andretta and D'andretta, 1946  i c g
- S. piperi Dyar and Shannon, 1927
- S. piscicidium Riley, 1870  c g
- S. pitense Carlsson, 1962
- S. planipuparium Rubtsov, 1947  c g
- S. platytarse (Yankovsky, 1977)  c g
- S. plumbeum Krueger, 2006  c g
- S. podostemi Snoddy, 1971
- S. pohaense Takaoka & Suzuki, 1995  c g
- S. polare Rubtsov, 1940
- S. politum Crosskey, 1977  c g
- S. polyprominulum Chen & Lian  g
- S. pontinum Rivosecchi, 1960
- S. popowae Rubtsov, 1940
- S. posticatum Meigen, 1838
- S. praelargum Datta, 1973  c g
- S. prafiense Takaoka, 2003  c g
- S. prayongi Takaoka & Choochote, 2005  c g
- S. proctorae Craig, 1997  c g
- S. prodexargenteum (Enderlein, 1936)  i c g
- S. prominentum Chen & Zhang, 2002  c g
- S. promorsitans Rubtsov, 1956
- S. pruinosum Lutz, 1910  i
- S. prumirimense Corcaron, 1981  c g
- S. pseudequinum Séguy, 1921
- S. pseudoamazonicum Perez & Peterson, 1981  c g
- S. pseudoantillarum Ramirez-Perez & Vulcano, 1973  c g
- S. pseudocallidum Diaz Najera, 1965  c g
- S. pseudocorium Craig & Joy, 2000  c g
- S. pseudoexiguum Mello and Almeida, 1974  i c g
- S. pseudonearcticum Rubtsov, 1940  c g
- S. pseudopusillum (Rubtsov, 1956)  c g
- S. pufauense Craig, 1997  c g
- S. pugetense (Dyar and Shannon, 1927)
- S. puigi Vargas & Palacios, 1945  c g
- S. pukaengense Takaoka & Choochote, 2005  c g
- S. pulanotum An, Guo & Xu, 1995  c g
- S. pulchripes Austen, 1925  c g
- S. pulchrum Philippi, 1865  c g
- S. puliense Takaoka, 1979  c g
- S. pulverulentum Knab, 1914  i c g
- S. pullus Rubtsov, 1956  c g
- S. purii Datta, 1973  c g
- S. purosae Smart & Clifford, 1965  c g
- S. pusillum Fries, 1824
- S. putre Coscaron & Matta, 1982  c g
- S. qianense Chen & Chen, 2001  c g
- S. qiaolaoense Chen, 2001  c g
- S. qinghaiense Liu, Gong, Zhang, Luo & An, 2003  c g
- S. qingshuiense Chen, 2001  c g
- S. qingxilingense Cai & An, 2005  c g
- S. qini Cao, Wang & Chen, 1993  c g
- S. qiongzhouense Chen, Zhang & Yang, 2003  c g
- S. quadratum (Stains & Knowlton, 1943)  c g
- S. quadrifidum Lutz, 1917  i c g
- S. quadrifila Grenier, Faure & Laurent, 1957
- S. quadristrigatum Enderlein, 1933  i c g
- S. quadrivittatum Loew  i c g
- S. quasidecolletum Crosskey, 1988
- S. quasifrenum Delfinado, 1971  c g
- S. quattuordecimfiliatum (Rubtsov, 1976)  c g
- S. quatturodecimfilum Rubtsov, 1947  c g
- S. quebecense Twinn, 1936
- S. quechuanum Coscaron & Wygodzinsky, 1972  c g
- S. quilleverei Pilaka & Elouard, 1999  c g
- S. quimbayium
- S. quinquefiliatum Takaoka, 2003  c g
- S. quinquestriatum (Shiraki, 1935)  c g
- S. quychauense Takaoka & Chen  g
- S. raastadi (Usova & Reva, 2000)
- S. racenisi Perez, 1971  i c g
- S. raivavaense Craig & Porch  g
- S. ramosum Puri, 1932  c g
- S. ramulosum Chen, 2000  c g
- S. ranauense Takaoka, 2006  c g
- S. rangeli Perez, 1977  i c g
- S. rangiferinum (Rubtsov, 1956)
- S. ransikiense Takaoka, 2003  c g
- S. raohense Cai & Yao, 2006  c g
- S. rappae Py-Daniel & Coscaron, 1982  c g
- S. rashidi Lewis, 1973  c g
- S. rasyani Garms, Kerner & Meredith, 1988  c g
- S. raunsimnae Smart & Clifford, 1965  c g
- S. raybouldi Fain & Dujardin, 1983  c g
- S. rayohense Smart & Clifford, 1969  c g
- S. rebunense (Ono, 1979)  c g
- S. recurvum Takaoka, 1983  c g
- S. reginae Terteryan, 1949  c g
- S. remissum Moulton & Adler, 1995  c g
- S. remotum Rubtsov, 1956  c g
- S. rendalense (Golini, 1975)
- S. repertum Elsen, Fain & de Boeck, 1983  c g
- S. reptans (Linnaeus, 1758)
- S. resimum Takaoka, 1983  c g
- S. retusum Delfinado, 1971  c g
- S. rezvoi Rubtsov, 1956  c g
- S. rheophilum Tan & Chow, 1976  c g
- S. rhodesinese Meillon, 1942  c g
- S. rhopaloides Craig, Englund & Takaoka, 2006  c g
- S. rickenbachi Germain & Mouchet, 1966  c g
- S. riograndense Py-Daniel, Souza & Caldas, 1988  c g
- S. rithrogenophila Konurbayev, 1984  c
- S. rithrogenophilum Konurbayev, 1984  c g
- S. rivasi Perez, 1971  i c g
- S. riverai Takaoka, 1983  c g
- S. rivi (Ivashchenko, 1970)
- S. rivierei Craig, Fossati & Sechan, 1995  c g
- S. rivosecchii Rubtsov, 1964
- S. rivuli Twinn, 1936
- S. robynae Peterson, 1993  c g
- S. rodhaini Fain, 1950  c g
- S. romanai Wygodzinsky, 1951  c g
- S. roquemayu Coscaron, 1985  c g
- S. roraimense Nunes de Mello, 1974  c g
- S. rorotaense Floch and Abonnenc, 1946  i c g
- S. rosemaryae Takaoka & Roberts, 1988  c g
- S. rostratum (Lundström, 1911)
- S. rothfelsi Adler, Brockhouse & Currie, 2003  c g
- S. rotifilis Chen & Zhang, 1998  c g
- S. rotundatum (Rubtsov, 1956)
- S. rotundum Gibbins, 1936  c g
- S. rounae Smart & Clifford, 1965  c g
- S. ruandae Fain, 1950  c g
- S. rubescens Fain & Dujardin, 1983  c g
- S. rubicundulum Knab, 1915  c g
- S. rubiginosum Enderlein, 1933  i c g
- S. rubrithorax Lutz, 1909  i c g
- S. rubroflavifemur Rubtsov, 1940  c g
- S. rubtzovi Smart, 1945
- S. rubzovianum Sherban, 1961  g
- S. rubzovium (Ivashchenko, 1978)
- S. rufibasis Brunetti, 1911  c g
- S. ruficorne Macquart, 1838
- S. rufithorax Brunetti, 1911  c g
- S. rugglesi Nicholson and Mickel, 1950
- S. ruizi Vargas & Najera, 1948  c g
- S. rurutuense Craig, 1997  c g
- S. rutherfoordi Meillon, 1937  c g
- S. sabahense Smart & Clifford, 1969  c g
- S. saccai (Rivosecchi, 1967)
- S. saccatum (Rubtsov, 1956)  c g
- S. sacculiferum Fain & Dujardin, 1983  c g
- S. saihoense Smart & Clifford, 1965  c g
- S. sakhalinum (Rubtsov, 1962)  c g
- S. sakishimaense Takaoka, 1977  c g
- S. salazarae Takaoka, 1983  c g
- S. salebrosum Takaoka, 1983  c g
- S. saliceti (Rubtsov, 1971)  c g
- S. salinum (Rubtsov, 1956)  c g
- S. samarkandica Yankovsky, 2000  c g
- S. samboni Jennings, 1915  i c g
- S. sanctipauli Vajime & Dunbar, 1975  c g
- S. sandyi Coscaron, Ibanez-Bernal & Coscaron-Arias, 1999  c g
- S. sangrense (Rivosecchi, 1967)  c g
- S. sanguineum Knab, 1915  i c g
- S. sansahoense Takaoka & Chen  g
- S. santomi Mustapha, 2004  c g
- S. saradzhoense (Rubtsov, 1956)  c g
- S. sarawakense Takaoka, 2001  c g
- S. sasai (Rubstov, 1962)  c g
- S. sastscheri Machavariani, 1966  c g
- S. satsumense Takaoka, 1976  c g
- S. savici (Baranov, 1937)
- S. saxosum Adler, Currie & Wood, 2004  c g
- S. scutellatum (Lane & Porto, 1940)  c g
- S. scutistriatum Lutz, 1909  i c g
- S. schamili (Rubtsov, 1964)
- S. schevyakovi Dorogostaisky & Rubtsov, 1935  c g
- S. schizolomum Deng, Zhang & Chen, 1995  c g
- S. schizostylum Chen & Zhang  g
- S. schmidtmummi Wygodzinsky, 1973  i c g
- S. schoenemanni Enderlein, 1934  c g
- S. schoutedeni Wanson, 1947  c g
- S. schwetzi Wanson, 1947  c g
- S. sechani Craig & Fossati, 1995  c g
- S. sedecimfistulata (Rubtsov, 1963)
- S. segusina (Couvert, 1968)
- S. selewynense Takaoka & Suzuki, 1995  c g
- S. selwynense Takaoka & Suzuki, 1995  c g
- S. semushini Usova & Zinchenko, 1992
- S. senile Brunetti, 1911  c g
- S. septentrionale (Tan & Chow, 1976)  c g
- S. seramense Takaoka, 2003  c g
- S. serenum Huang & Takaoka, 2009  g
- S. sergenti Edwards, 1923
- S. seriatum Knab, 1914  i
- S. serranus Coscaron, 1981  c g
- S. serratum Takaoka, 2003  c g
- S. setsukoae Takaoka & Choochote, 2004  c g
- S. sexafile (Rubtsov, 1976)  c g
- S. sexiens Meillon, 1944  c g
- S. shadini (Rubtsov, 1956)  c g
- S. shandongense Sun & Li, 2000  c g
- S. shangchuanense An & Hao, 1998  c g
- S. shannonae Craig, 1997  c g
- S. shanxiense Cai, An, Li & Yan, 2004  c g
- S. sheilae Takaoka & Davies, 1995  g
- S. shennongjiaense Yang, Luo & Chen, 2005  c g
- S. sherwoodi Stone & Maffi, 1971  c g
- S. sheveligiense (Rubtsov & Violovich, 1965)  c g
- S. shevtshenkovae Rubtsov, 1965
- S. shewellianum Coscaron, 1985  c g
- S. shiraki Kono & Takahasi, 1940  c g
- S. shoae Grenier & Ovazza, 1956  c g
- S. shogakii (Rubtsov, 1962)  c g
- S. siamense Takaoka & Suzuki, 1984  c g
- S. sicanum (Rivosecchi, 1963)
- S. sicuani Smart, 1944  i c g
- S. silvaticum (Rubtsov, 1962)
- S. silvestre (Rubtsov, 1956)
- S. simianshanensis Wang, Li & Sun, 1996  c g
- S. simile Silva Figueroa, 1917  c g
- S. simoffi (Enderlein, 1924)
- S. simplex Gibbins, 1936  c g
- S. simplicicolor Lutz, 1910  i
- S. simulacrum Delfinado, 1969  c g
- S. simulans Rubtsov, 1956
- S. sinense (Enderlein, 1934)  c g
- S. singgihi Takaoka, 2003  c g
- S. singtamense Datta & Pal, 1975  c g
- S. siolii Py-Daniel, 1988  c g
- S. sirbanum Vajime & Dunbar, 1975  c g
- S. sirimonense Fain & Dujardin, 1983  c g
- S. slossonae Dyar and Shannon, 1927
- S. smarti Vargas, 1946  c g
- S. snowi Stone and Snoddy, 1969
- S. solarii Stone, 1948
- S. solomonense Takaoka & Suzuki, 1995  c g
- S. sonkulense Yankovsky, 2000  c g
- S. sorongense Takaoka, 2003  c g
- S. soubrense Vajime & Dunbar, 1975  c g
- S. souzalopesi Coscaron, 1981  c g
- S. spadicidorsum (Enderlein, 1934)  i
- S. speculiventre Enderlein, 1914  c g
- S. spilmani Stone, 1969  c g
- S. spinibranchium Lutz, 1910  i c g
- S. spinifer Knab, 1914  i c g
- S. spinosibranchium Takaoka, 1983  c g
- S. spinulicorne Fain & Elsen, 1980  c g
- S. spiroi Craig, Currie & Hunter, 2006  c g
- S. splendidum Rubtsov, 1940
- S. spoonatum An & Yan, 1998  c g
- S. squamosum (Enderlein, 1921)  c g
- S. stackelbergi (Rubtsov, 1956)  c g
- S. standfasti Colbo, 1976  c g
- S. starmuhlneri Grenier & Grjebine, 1964  c g
- S. steatopygium Craig, 2006  c g
- S. stellatum Gil-Azevedo, Figueiro & Maia-Herzog, 2005  c g
- S. stelliferum Coscaron & Wygodzinsky, 1972  c g
- S. stenophallum Terteryan, 1952  c g
- S. stevensoni Edwards, 1927  c g
- S. strelkovi (Rubtsov, 1956)  c g
- S. striatum Brunetti, 1912  c g
- S. strigatum (Enderlein, 1933)  i
- S. strigidorsum (Enderlein, 1933)  i c g
- S. striginotum (Enderlein, 1933)  i c g
- S. suarezi Perez, Rassi and Ramirez, 1977  i c g
- S. subatrum Takaoka, 1983  c g
- S. subclavibranchium Lutz, 1910  i c g
- S. subcostatum (Takahasi, 1950)  c g
- S. subexiguum Field, 1967  c g
- S. subgriseum Rubtsov, 1940  c g
- S. sublonckei Craig, 2004  c g
- S. subnigrum Lutz, 1910  i c g
- S. subornatoides Rubtsov, 1947  c g
- S. subpalmatum Davies & Gyorkos, 1992  c g
- S. subpallidum Lutz, 1910  i c g
- S. subparadisium Craig, 2006  c g
- S. subpusillum Rubtsov, 1940
- S. subratai
- S. subtile Rubtsov, 1956
- S. subvariegatum Rubtsov, 1940  c g
- S. suchariti Takaoka & Choochote, 2004  c g
- S. sulawesiense Takaoka & Roberts, 1988  c g
- S. sumapazense Coscaron & Py-Daniel, 1989  c g
- S. sumatraense Takaoka & Sigit, 1997  c g
- S. sundaicum Edwards, 1934  c g
- S. supercilium Craig, 2006  c g
- S. suplidoi Takaoka, 1983  c g
- S. surachaii Takaoka & Choochote, 2005  c g
- S. sutebense Takaoka, 2003  c g
- S. suzukii Rubtsov, 1963  c g
- S. syafruddini Takaoka, 2003  c g
- S. synanceium Chen & Cao, 1983  c g
- S. syriacum Roubaud, 1909  c g
- S. sytshevskiae (Rubtsov, 1967)  c g
- S. syuhaiense Huang & Takaoka, 2008  g
- S. taalense Takaoka, 1983  c g
- S. tachengense An & Maha, 1994  c g
- S. tafae Smart & Clifford, 1965  c g
- S. tafulaense Takaoka, 2003  c g
- S. tahitiense Edwards, 1927  c g
- S. taipei (Shiraki, 1935)  c g
- S. taipokauense Takaoka, Davies & Dudgeon, 1995  c g
- S. taishanense Sun & Li, 2000  c g
- S. taitungense Huang & Takaoka, 2011  g
- S. taiwanicum Takaoka, 1979  c g
- S. takae Takaoka, 2003  c g
- S. takahasii (Rubtsov, 1962)  c g
- S. takaokai Anbalagan  g
- S. takense Takaoka & Choochote, 2005  c g
- S. talassicum (Yankovsky, 1984)  c g
- S. tallaferroae Perez, 1971  i c g
- S. tamdaoense Takaoka & Sofian-Azirun  g
- S. tanae Xue, 1992  c g
- S. tanahrataense Takaoka & Sofian-Azirun  g
- S. tandrokum Pilaka & Elouard, 1999  c g
- S. tanetchowi Yankovsky, 1996  c g
- S. tani Takaoka & Davies, 1995  g
- S. tarbagataicum (Rubtsov, 1967)  c g
- S. tarnogradskii Rubtsov, 1940
- S. tarsale Williston, 1896  i c g
- S. tarsatum Macquart, 1847  i c g
- S. tashikulganense Mahe, Ma & An, 2003  c g
- S. tatianae (Bodrova, 1981)  c g
- S. taulingense Takaoka, 1979  c g
- S. tauricum (Rubtsov, 1956)
- S. taxodium Snoddy and Beshear, 1968
- S. taylori Gibbins, 1938  c g
- S. taythienense Takaoka & Sofian-Azirun  g
- S. tekamense Takaoka & Sofian-Azirun  g
- S. temascalense Najera & Vulcano, 1962  c g
- S. tenerificum Crosskey, 1988
- S. tentaculum Gibbins, 1936  c g
- S. tenuatum Chen, 2000  c g
- S. tenuipes Knab, 1914  c g
- S. tenuistylum Datta, 1973  c g
- S. tenuitarsus (Rubtsov, 1969)  c g
- S. tergospinosum Hamada, 2000  c g
- S. teruamanga Craig & Craig, 1987  c g
- S. tescorum Stone and Boreham, 1965
- S. thailandicum Takaoka & Suzuki, 1984  c g
- S. thienemanni Edwards, 1934  c g
- S. thituyenae Takaoka & Pham, 2015  g
- S. thuathienense Takaoka & Sofian-Azirun, 2015  g
- S. thyolense Vajime, Tambala, Kruger & Post, 2000  c g
- S. tianchi Chen, Zhang & Yang, 2003  c g
- S. timondavidi Giudicelli, 1961
- S. timorense Takaoka, 2006  c g
- S. timpohonense Takaoka & Sofian-Azirun  g
- S. tjanschanicum Rubtsov, 1963  c g
- S. tjidodense Edwards, 1934  c g
- S. tobetsuense Ono, 1977  c g
- S. tokachiense Takaoka, 2006  c g
- S. tokarense Takaoka, 1973  c g
- S. tolimaense Coscaron, 1985  c g
- S. tolongoinae Grenier & Brunhes, 1972  c g
- S. tomae Takaoka, 2003  c g
- S. tomentosum Delfinado, 1969  c g
- S. tomohonense Takaoka, 2003  c g
- S. tondewandouense Fain & Elsen, 1973  c g
- S. tongbaishanense Chen, 2006  c g
- S. torautense Takaoka & Roberts, 1988  c g
- S. tormentor Adler, Currie & Wood, 2004  c g
- S. torresianum Mackerras & Mackerras, 1955  c g
- S. tosariense Edwards, 1934  c g
- S. toubkal Bouzidi & Giudicelli, 1986  c g
- S. touffeum Gibbins, 1937  c g
- S. townsendi Malloch, 1912  i c g
- S. trangense
- S. transbaikalicum Rubtsov, 1940  c g
- S. transcaspicum Enderlein, 1921  c g
- S. transiens Rubzov, 1940
- S. travassosi D'andretta and D'andretta, 1947  i c g
- S. travisi Vargas, Vargas & Ramirez-Perez, 1993  c g
- S. triangustum An, Guo & Xu, 1995  c g
- S. tricorne Leon, 1945  c g
- S. tricrenum (Rubtsov & Carlsson, 1965)
- S. tridens Freeman & Meillon, 1953  c g
- S. trifasciatum Curtis, 1839
- S. triglobus Takaoka & Kuvangkadilok, 1999  c g
- S. trilineatum (Rubtsov, 1956)  c g
- S. trirugosum Davies & Gyorkos, 1988  c g
- S. trisphaerae Wanson & Henrard, 1944  c g
- S. trivittatum Malloch, 1914
- S. trombetense Hamada, Py-Daniel & Adler, 1998  c g
- S. trukense Stone, 1964  c g
- S. truncata (Lundström, 1911)
- S. truncatum (Lundstrom, 1911)
- S. tsharae (Yankovsky, 1982)  c g
- S. tsheburovae (Rubtsov, 1956)
- S. tshernovskii (Rubtsov, 1956)  c g
- S. tshuni Yankovsky, 2006  c g
- S. tuberculum Craig, 2006  c g
- S. tuberosum (Lundström, 1911)
- S. tuenense Takaoka, 1979  c g
- S. tumidum Takaoka, 2003  c g
- S. tumninum Bodrova, 1989  c g
- S. tumpaense Takaoka & Roberts, 1988  c g
- S. tumulosum Rubtsov, 1956
- S. tumum Chen & Zhang, 2001  c g
- S. tunja Coscaron, 1991  c g
- S. turgaicum Rubtsov, 1940  c g
- S. tuyense Takaoka, 1983  c g
- S. uaense Sechan, 1983  c g
- S. ubiquitum Adler, Currie & Wood, 2004  c g
- S. uchidai (Takahasi, 1950)  c g
- S. udomi Takaoka & Choochote, 2006  c g
- S. uemotoi Sato, Takaoka & Fukuda, 2004  c g
- S. ufengense Takaoka, 1979  c g
- S. ulyssesi Py-Daniel & Coscaron, 2001  c g
- S. uncum Zhang & Chen, 2001  c g
- S. underhilli Stone and Snoddy, 1969
- S. undulatum Craig, 2006  c g
- S. unicornutum Pomeroy, 1920  c g
- S. unii Takaoka & Pham  g
- S. unum Datta, 1975  c g
- S. upikae Takaoka & Davies, 1996  c g
- S. urbanum Davies, 1966
- S. urubambanum Enderlein, 1933  i c g
- S. urundiense Fain, 1950  c g
- S. usovae (Golini, 1987)
- S. ussovae Bodrova, 1989  c g
- S. vampirum Adler, Currie & Wood, 2004  c g
- S. vamprium Adler, Currie & Wood, 2004  c g
- S. vangilsi Wanson, 1947  c g
- S. vantshi (Petrova, 1983)  c g
- S. vantshum Chubareva, 2000  c g
- S. varians Lutz, 1909  i c g
- S. varicorne Edwards, 1925  c g
- S. variegatum Meigen, 1818
- S. veltistshevi Rubtsov, 1940
- S. velutinum (Santos Abreu, 1922)
- S. venator Dyar and Shannon, 1927
- S. venezuelense Perez & Peterson, 1981  c g
- S. venustum Say, 1823
- S. veracruzanum Vargas, Palacios & Najera, 1946  c g
- S. verecundum Stone and Jamnback, 1955
- S. vernum Macquart, 1826
- S. vershininae Yankovsky, 1979  c g
- S. versicolor Lutz and Tovar, 1928  i c g
- S. vidanoi (Rubtsov, 1964)  c g
- S. vietnamense Takaoka, Sofian-Azirun & Chen, 2014  g
- S. vigintifile (Dinulescu, 1966)
- S. vilhenai Luna de Carvalho, 1962  c g
- S. violacescens Enderlein, 1933  i c g
- S. violator Adler, Currie & Wood, 2004  c g
- S. violovitshi (Rubtsov, 1962)  c g
- S. virgatum Coquillett, 1902
- S. visayaense Takaoka, 1983  c g
- S. vischarvi Chubareva, 1996  c g
- S. visuti Takaoka & Choochote, 2006  c g
- S. vitile (Rubtsov, 1955)  c g
- S. vittatum Zetterstedt, 1838
- S. voilense Sherban, 1960
- S. volhynicum (Usova & Sukhomlin, 1990)
- S. voltae Grenier & Ovazza, 1960  c g
- S. vorax Pomeroy, 1922  c g
- S. vulcanoae Diaz Najera, 1969  c g
- S. vulgare Dorogostaisky, Rubtsov & Vlasenko, 1935
- S. wakrisense Takaoka, 2003  c g
- S. walterwittmeri Wygodzinsky, 1958  c g
- S. wambanum Elsen, Fain & de Boeck, 1983  c g
- S. wamenae Smart & Clifford, 1965  c g
- S. wanchaii Takaoka, 2006  c g
- S. wangxianense Chen, Zhang & Bi, 2004  c g
- S. wantoatense Smart & Clifford, 1965  c g
- S. watanabei Takaoka, 2003  c g
- S. waterfallum Zhang, Yang & Chen, 2003  c g
- S. watetoense Takaoka, 2003  c g
- S. weiningense Chen & Zhang, 1997  c g
- S. weisiense Deng, 2005  c g
- S. weji Takaoka, 2001  c g
- S. wellmanni Roubaud, 1906  c g
- S. weyeri Garms & Hausermann, 1968  c g
- S. wilhelmlandae Smart, 1944  c g
- S. wirthi Peterson & Craig, 1997  c g
- S. wolffhuegeli (Enderlein, 1922)  c g
- S. woodi Meillon, 1930  c g
- S. wuayaraka Ortiz, 1957  i
- S. wulaofengense Chen & Zhang  g
- S. wulindongense An, 2006  c g
- S. wutaishanense An & Ge, 2003  c g
- S. wuzhishanense Chen, 2003  c g
- S. wygodzinskyorum Coscaron & Py-Daniel, 1989  c g
- S. wygoi Coscaron, Ibanez-Bernal & Coscaron-Arias, 1999  c g
- S. wyomingense Stone and DeFoliart, 1959
- S. xanthinum Edwards, 1933
- S. xanthogastrum Rubtsov, 1951  c g
- S. xiaodaoense Liu, Shi & An, 2004  c g
- S. xiaolongtanense Cheng, Luo & Yang, 2006  c g
- S. xinbinense (Chen & Cao, 1983)  c g
- S. xingyiense Chen & Zhang, 1998  c g
- S. xinzhouense Chen & Zhang  g
- S. xuandai Takaoka & Sofian-Azirun  g
- S. xuandei Takaoka & Pham, 2015  g
- S. yacuchuspi Wygodzinsky and Coscaron, 1967  i c g
- S. yadongense Deng & Chen, 1993  c g
- S. yaeyamaense Takaoka, 1991  c g
- S. yahense Vajime & Dunbar, 1975  c g
- S. yamayaense Ogata & Sasa, 1954  c g
- S. yemenense Crosskey & Garms, 1982  c g
- S. yepocapense Dalmat, 1949  c g
- S. yokotense Shiraki, 1935  c g
- S. yonagoense Okamoto, 1958  c g
- S. yonakuniense Takaoka, 1972  c g
- S. yongi Takaoka & Davies, 1997  c g
- S. yuanbaoshanense Chen, Zhang & Zhang, 2007  c g
- S. yuleae Takaoka, 1995  c g
- S. yunnanense Chen & Zhang, 2004  c g
- S. yuntaiense Chen, Wen & Wei, 2006  c g
- S. yuphae Takaoka & Choochote, 2005  c g
- S. yushangense Takaoka, 1979  c g
- S. zakhariense (Rubtsov, 1955)  c g
- S. zaporojae Pavlichenko, 1986  c g
- S. zempoalense Vargas, Palacios & Najera, 1946  c g
- S. zephyrus Adler, Currie & Wood, 2004  c g
- S. zetterstedti Carlsson, 1962
- S. zhangjiajiense Chen, Zhang & Bi, 2004  c g
- S. zhiltzovae (Rubtsov, 1976)  c g
- S. zinaidae Crosskey, 1997  c g
- S. zombaense Freeman & Meillon, 1953  c g
- S. zonatum Edwards, 1934  c g

Bron: i = ITIS, c = Catalogue of Life, g = GBIF, b = Bugguide.net